# Jean Baptiste Van Eycken (peintre 1809-1853)
Ne doit pas être confondu avec Jean Baptiste Van Eycken (peintre 1800-1861).
Jean-Baptiste Van Eycken, ou Jan Baptist Van Eycken, est un peintre d'histoire et religieux belge, né à Bruxelles le 14 septembre 1809, et mort à Schaerbeek le 19 décembre 1853 .

## Biographie
Jean-Baptiste Van Eycken, né à Bruxelles est le fils de Corneille Van Eycken et d'Élise Cordemans. Il a exercé la profession de ses parents, boulanger, jusqu'en 1829, année de la mort de son père. Il est entré en 1830 à l'Académie de Bruxelles d'où il est sorti après avoir remporté le grand prix de dessin après nature en 1835. En août 1831, il s'est initié à la peinture dans la classe de François-Joseph Navez (1787-1869). Il y a exécuté une Sainte Famille, les Saintes femmes au Sépulcre et un Saint Sébastien.
En janvier 1837, il est parti se former à Paris grâce à une bourse du gouvernement belge et la ville de Bruxelles. Il y est resté une année et y a reçu les conseils de Paul Delaroche et de Jean-Victor Schnetz. En 1837, la ville de Liège lui a acheté un Christ au Tombeau pour son musée et un Bon Samaritain. Il est ensuite parti pour Rome en février 1838 où il a rencontré Ingres et a été impressionné par Fra Angelico et Raphaël.
Il est rentré en Belgique en février 1839 où il a peint un grand tableau, la Clémence de Titus qui lui a valu d'être nommé professeur à l'Académie royale des beaux-arts de Bruxelles. Le 1er juillet 1840, il est nommé membre correspondant de la Société des beaux-arts de France. La province de Brabant lui a accordé une médaille d'or. Il a obtenu une médaille d'or à l'exposition de Paris. Il exécute la même année la tableau Saint Louis de Gonzague instruisant les pauvres dans les hôpitaux pour l'église de Monceau-sur-Sambre. 
Il épouse à Bruxelles le 3 juin 1840 l'artiste peintre Julie Anne Marie Noël, fille du négociant bruxellois à la rue du Fossé aux Loups Jacques Joseph Noël, et de sa femme Marie Barbe Meskens. Comme son mari, elle avait été la disciple de Navez. Julie Noël meurt à Bruxelles le 11 février 1843.
À la demande de M. Willaert, curé de l'église Notre-Dame de la Chapelle, il a réalisé deux tableaux : Rachat des esclaves chrétiens, Saint Boniface. Après le décès de sa femme, ce curé lui a commandé les quatorze tableaux des stations de la Passion de Notre-Seigneur réalisées entre 1844 et 1846. Ces derniers tableaux ont été présentés en septembre 1847 au musée de Bruxelles et lui ont valu d'être décoré de l'ordre de Léopold.
Au Salon de Bruxelles de 1848, il présente dix tableaux, dont : La Femme du prisonnier, Sainte Cécile et Abondance qui lui procure un succès de vogue et est acheté par la reine des Belges afin de l'offrir à la reine Victoria. Désormais peintre de renom, il confie au graveur Joseph Franck, bruxellois comme lui, le dessin de plusieurs de ses toiles comme Sainte Cécile, qui figure au Salon d'Anvers de 1849, et Le Parmesan surpris dans son atelier par les soldats du connétable de Bourbon.
Il est devenu membre de l'Académie royale de Belgique (Classe des Beaux-Arts) le 22 septembre 1848 grâce à son talent comme peintre d'histoire.
Il s'est intéressé à la peinture murale et est parti l'étudier en Allemagne avec Peter von Cornelius et Wilhelm von Kaulbach qui lui a enseigné le procédé allemand du Wasserglass. De retour en Belgique en 1850, il a fait des essais de peinture murale dans l'église du curé Willaert en utilisant différents procédés, dont un de son invention, sur le plafond pendant 18 mois. L'inauguration a été faite le 4 juin 1852.
Alors domicilié à la chaussée de Haecht, n° 113, à Schaerbeek, il y meurt le 19 décembre 1853. Son décès est déclaré par l'architecte Wynand Janssens.

## Famille

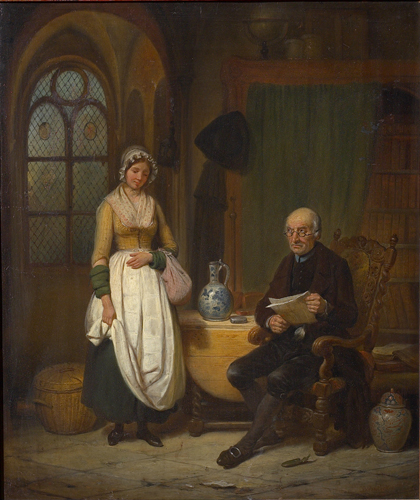
Jean Baptiste Van Eycken
La Lettre d'introduction

Il est le cousin de son homonyme, Jean Baptiste Van Eycken (peintre 1800-1861), peintre de genre.

## Honneur
- Chevalier de l'ordre de Léopold (14 décembre 1846)[18].